# Aeropuerto Jalil Hamer
El Aeropuerto de Perito Moreno, Jalil Hamer (FAA: PTM - IATA: PMQ - OACI: SAWP), es un aeropuerto que se encuentra ubicado a unos 7 km hacia el noroeste de Perito Moreno, en la Provincia de Santa Cruz.

## Aerolíneas y destinos
| Destinos por aerolíneas | Destinos por aerolíneas                                                   |
| Aerolíneas              | Ciudades                                                                  |
| ----------------------- | ------------------------------------------------------------------------- |
| American Jet 3 destinos | Nacionales (3): Buenos Aires / Neuquén / Mendoza                          |
| LADE 4 destinos         | Nacionales (4): Comodoro Rivadavia - El Calafate - Rio Gallegos - Usuahia |
| FLYZAR S.A 1 destinos   | Nacionales (1): San Fernando                                              |

### Aerolíneas y destinos cesados
- LADE (Mar del Plata, Río Grande, Ushuaia)